# Hans Richter (Architekt, 1882)
Hans Richter (* 14. April 1882 in Königswalde, Böhmen; † 10. Dezember 1971 in Dresden) war ein deutscher Architekt. Er gilt als einer der wichtigsten Vertreter des Neuen Bauens in Dresden.

## Leben

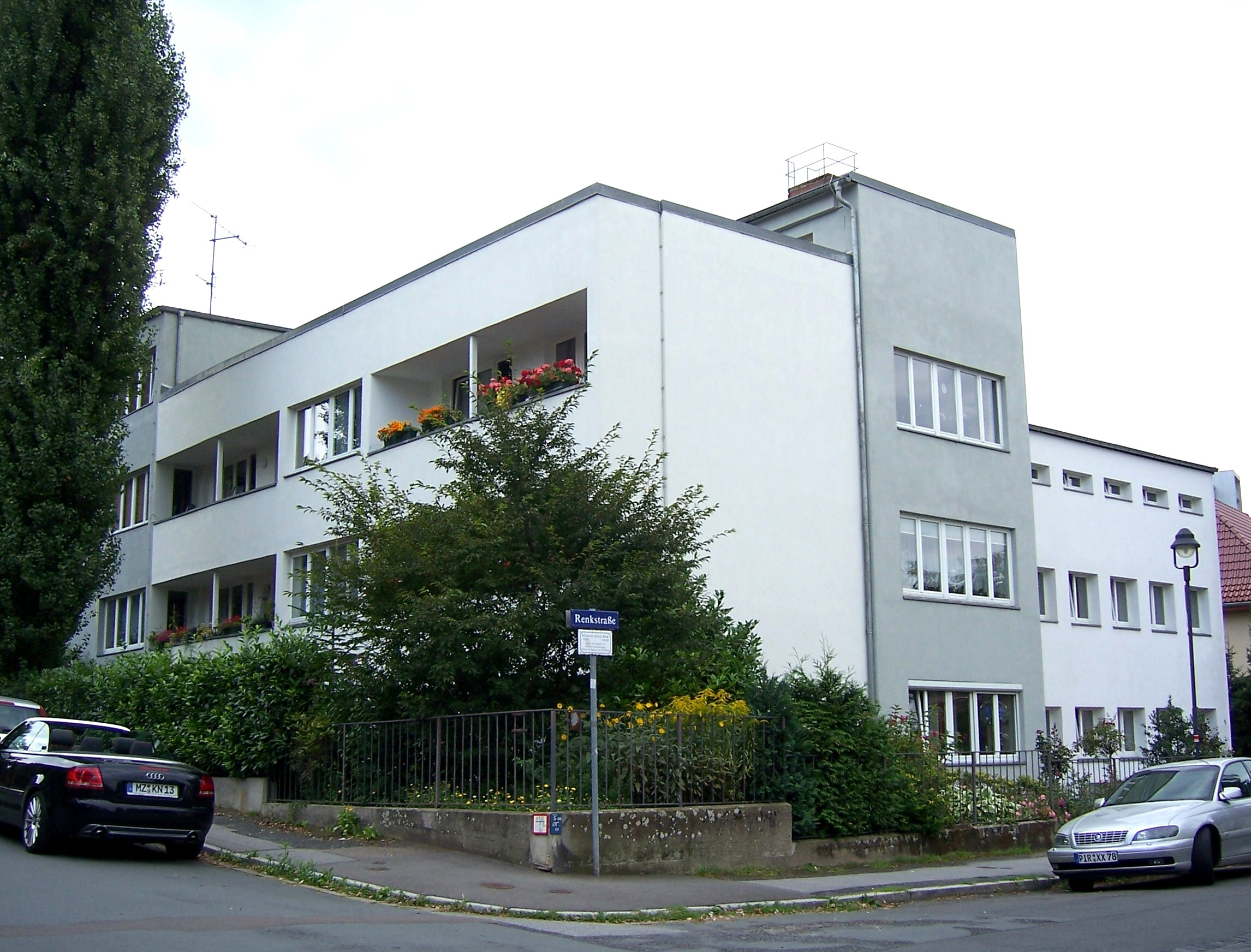
Haus Garten in Dresden

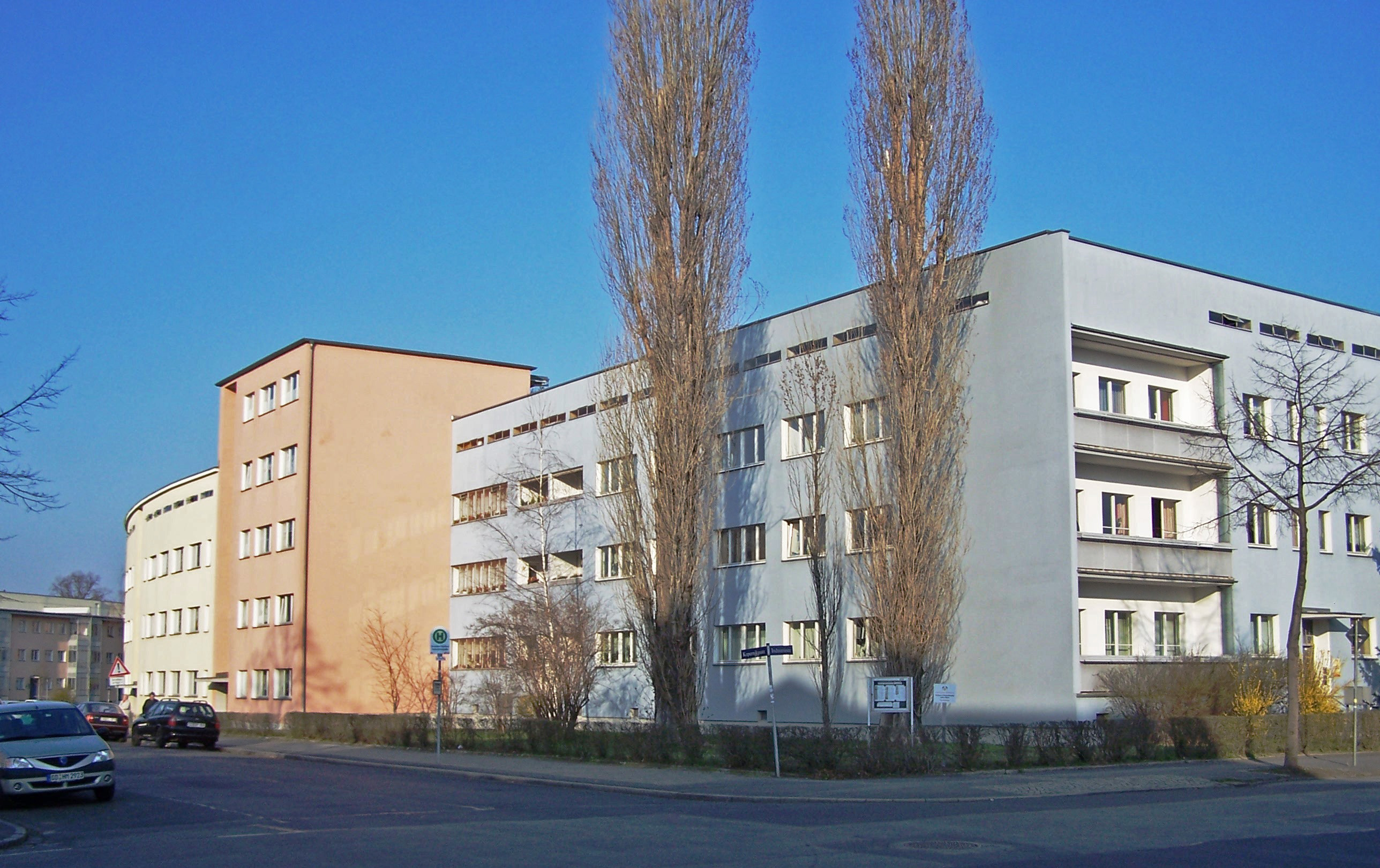
Großsiedlung Trachau in Dresden

Richter absolvierte eine Lehre zum Maurer, arbeitete als Baupraktikant in Rumburg und lernte an der Staatsgewerbeschule in Reichenberg. Im Jahr 1902 kam Richter nach Dresden und studierte von 1910 bis 1915 an der Dresdner Kunstakademie Architektur und Kunstgeschichte. Zu seinen Lehrern gehörten Paul Wallot, German Bestelmeyer und Cornelius Gurlitt. Schon in dieser Zeit nahm Richter erfolgreich an verschiedenen Architekturwettbewerben teil.
Nach kurzer Tätigkeit als Architekt unter Oskar Kramer in der staatlichen sächsischen Bauverwaltung ließ sich Richter 1919 als freischaffender Architekt in Dresden nieder. In den Folgejahren widmete sich Richter drei Bauaufgaben: Dem Bau moderner Villen, dem Industriebau sowie dem Bau von Großsiedlungen. Wiesen seine Bauten zunächst expressionistische Züge auf, waren sie später dem rationalen Neuen Bauen verpflichtet. Sein bedeutendstes Bauvorhaben dieser Stilrichtung wurde die Großsiedlung Trachau. Gemäß dem reaktionären Kunstverständnis der Nationalsozialisten wurde Richter ab 1933 als „Kulturbolschewik“ diffamiert, von öffentlichen Aufträgen ausgeschlossen und als Bauherr der Großsiedlung Trachau entlassen.
Zu den Mitarbeitern seines Architekturbüros zählte ab 1928 Herbert Schneider, mit dem Richter 1942 das Fabrikgebäude an der Zwickauer Straße in Dresden realisierte. Nach Ende des Zweiten Weltkriegs, in dem Richter seinen Besitz verloren hatte, trat er nur noch gelegentlich als Architekt in Erscheinung. Er beteiligte sich erfolgreich bei einigen Wettbewerben, wobei die Entwürfe nicht umgesetzt wurden. In Dresden erhielt er keinen Auftrag als Architekt mehr. Zu seinen letzten Werken gehört ab 1952 der Wiederaufbau der Berliner Volksbühne. Richter verstarb 1971 und wurde auf dem Johannisfriedhof in Dresden beigesetzt. Sein Grab ist nicht erhalten.

## Bauten (Auswahl)
- 1921: Innenausstattung und Gartenplanung für Villa Kumpf, Wölmsdorf.
- vor 1922: Villen für Privatleute (Haus Weber, Haus F)[4]
- vor 1922: Wirkwarenfabrik Anton Klinger & Co[4]
- vor 1922: Photofabrik in Dresden[4]
- 1923–1926: Villa Heller in Aussig, Rooseveltova 1815/4
- 1925: Wasserturm Hellerau, Moritzburger Weg
- 1925: Landhaus Plauert in Varnsdorf, Žitavská 2055[5]
- 1926–1928: Gebäude der Hille-Werke in Dresden-Reick[6]
- 1926–1928: GEWOBAG-Wohnbauten in Dresden-Pieschen, u. a. an der Arno-Lade-Straße
- 1927: Hallenhof der Geschichtlich-Wissenschaftlichen Abteilung, Jahresschau Deutscher Arbeit „Das Papier“, Dresden.[7]
- 1927: Zentralschule in Ostritz
- 1927: Wohnhausgruppe Frenzel, Leipziger Straße, Dresden.
- 1928: Villa Pietschmann, Kaiserswalde bei Schluckenau (Šluknov-Císařský).
- 1928–1933: Großsiedlung Trachau
- 1929: Haus Garten in Dresden, Renkstraße
- 1929: Gebäude der Wirkwarenfabrik Schindler in Krásná Lípa
- 1930: Villa des Textilfabrikanten Josef Franz Palme in Krásná Lípa[8][9]
- 1930: Bauten der Internationalen Hygiene-Ausstellung in Dresden (Gestaltung der Hallenkomplexe Spiel, Sport, Heilkunde; Münchner Haus, Musterhaus für kinderreiche Familien)
- 1935: Montagehalle, Hille-Werke A. G., Dresden-Reick, Otto-Mohr-Str. 15, nicht mehr vorhanden.[10]
- 1935: Zehnfamilien-Wohnhaus, Semperstraße 15 (entspricht heutiger Nr. 3d), Dresden, zerstört, von 1936 bis 1945 eigene Wohnung von Hans Richter im Haus.[11]
- 1942: Fabrikgebäude der Universelle-Werke Dresden, Zwickauer Straße
- 1952–1954: Wiederaufbau der Berliner Volksbühne

## Wettbewerbsbeiträge (Auswahl)
- 1919: Wettbewerbsentwurf für das Dienstgebäude des Zentralarbeitsnachweises in Dresden (Kennwort: Hephästos, 3. Preis)[4][12]
- 1924: Wohnhaussiedlung Sebnitz-Hainersdorf mit ca. 200 kleinen Wohnhäusern, Badeanstalt und kulturellem Gemeinschaftsbau, von der Stadtgemeinde unter Mitwirkung des Sächsischen Heimatschutzes ausgeschrieben, ca. 200 kleine Wohnhäuser, 2. Preis, weitere Preise: Gustav Lüdecke, Hellerau (1. Preis), Kurt Bärbig, Dresden (2. Preis), Tamm & Grobe, Zwickau (Ankauf).[13]
- 1927: Konsumverein Vorwärts, Betriebszentrale, Dresden, moderne Großbäckerei mit drei Mammutöfen und einer Jahresproduktion von 28 Millionen Kilo Brot, eine Fleisch- und Wurstfabrik für die Verarbeitung von 40000 Schweinen pro Jahr, ein Lagergebäude, ein großes Werkstättengebäude mit Schlosserei und Tischlerei, Autogarage für 100 Lastkraftwagen, beschränkter Wettbewerb, Entwurfseinreichung außer Konkurrenz, Teilnehmer: Prof. Dr. Schubert, Bauräte Schilling & Graebner (3. Preis), Walter Gropius (2. Preis), Baudirektor a. D. Dr. Tischer, Rudolf Bitzan, Alexander Pötzschke, Kurt Bärbig (1. Preis).[14]
- 1929: Erweiterung des Stadtmuseums in Bautzen mit städtebaulicher Gestaltung des Kornmarktes, Engere Auswahl.[15]
- 1930: Großmarkthalle Dresden Cotta, Löbtauer Straße / Berliner Straße, zusammen mit Christoph & Unmack, weitere Teilnehmer: Kurt Bärbig mit Beton AG, Mitteldeutsche Stahlwerke mit Lossow und Kühne, Wayss & Freytag mit Prof. Dr. Wilhelm Kreis, Arbeitsgemeinschaft AG für In- und Auslandsunternehmungen Hamburg mit Philipp Holzmann und Dyckerhoff und Widmann mit Klophaus, Schoch und zu Putzlitz, nicht realisiert.[16]
- 1931: Teplitz-Schönau, Altstadtregulierung, Zusammenarbeit mit Stadtbaurat F. Hirsch, Senftenberg, 1. Preis.[17]
- 1933: Wettbewerb für das Richard-Wagner-Denkmal, Leipzig, Zusammenarbeit mit Bildhauer Prof. Karl Albiker, einer von 10. Preisen.[18]
- 1934: Internationaler Wettbewerb zur Umgestaltung des Stockholmer Stadtteils Normaln, Zusammenarbeit mit Stadtbaurat Dr. Paul Wolf, Dresden, und Dipl.-Ing. Sven Brolin, Stockholm, 1. Preis.[19]
- 1934–1935: Gauforum Dresden, 5. Ankauf.[20]
- 1946: Chemnitz Innenstadt, Städtebaulicher Ideenwettbewerb (Architekten aus ganz Deutschland), Empfehlung.[21]
- 1950: Dresden, Innenstadt (speziell Altstadt), Städtebaulicher Ideenwettbewerb, zusammen mit Wolfgang Klier, 2. Preis.[22]
- 1951: Dresden, Haus der Jungen Pioniere, Architektonischer und städtebaulicher Wettbewerb, Zusammenarbeit mit Erwin Krause, Wolfgang Klossek und Christian Schmidt, 3. Ankauf.[23]
- 1951: Leipzig, Karl-Marx-Platz mit Oper und Kulturhaus (heute: Augustusplatz), Städtebaulicher und Architekturwettbewerb (zweiter, offener Wettbewerb), Ankauf.[24]
- 1951–1952: Dresden, Nord-Süd-Verbindung, Städtebaulicher Wettbewerb.[25]
- 1963–1964: Gesellschaftliche Bauten Im Wohngebiet, Architekturwettbewerb, Komplexe Entwicklung der gesellschaftlichen Bauten im Wohngebiet für 9.000–10.000 Einwohner: Kinderkrippe, Kindergarten, Oberschule, Gaststätte, Klub, Wohngebietsverwaltung, Kaufhalle, Annahmestelle, Postamt, Friseur, Ambulatorium, Mitarbeit im Kollektiv VEB Dresdenprojekt mit Peter Polzer, Brigitte Otto, Gerhardt Landgraf, Günter Kretschmar und Claus Just.[26]
- 1964: Rosarium Sangerhausen, Ideenwettbewerb zur Umgestaltung des Rosariums: Freilichtbühne, Terrassencafé, Garderobenhaus, Beete, Schaugarten für Rosen, Zusammenarbeit mit Fred Pietsch und Wagner, 2. Preis.[27]